# 뮤직서핑
《뮤직서핑》은 대한민국 광주광역시·전라남도의 민영방송사 kbc의 라디오 kbc My FM(광주·전남 중북부,전남 서남부 FM 101.1MHz/전남 영광 FM 104.3MHz/전남 동부권 FM 96.7MHz/전남 광양 FM 90.7MHz)에서 매일 저녁 6시 5분부터 8시까지 김은민 리포터의 진행으로 방송되는 라디오 프로그램이다.

## 역대 방송시간
| 방송 채널 | 프로그램 | 방송 기간                          | 방송 시간                       | 방송 분량  |
| --------- | -------- | ---------------------------------- | ------------------------------- | ---------- |
| kbc My FM | 뮤직서핑 | 1998년 2월 2일 ~ 불명              | 월~토요일 오후 2:00 ~ 오후 4:00 | 2시간      |
| kbc My FM | 뮤직서핑 | 불명                               | 매일 오후 2:00 ~ 오후 4:00      | 2시간      |
| kbc My FM | 뮤직서핑 | 불명 ~ 2012년 9월 15일             | 월~토요일 저녁 6:00 ~ 밤 8:00   | 2시간      |
| kbc My FM | 뮤직서핑 | 2012년 9월 17일 ~ 2021년 10월 23일 | 월~토요일 저녁 6:05 ~ 밤 8:00   | 1시간 55분 |
| kbc My FM | 뮤직서핑 | 2021년 10월 25일 ~ 2021년 12월 4일 | 월~토요일 저녁 6:05 ~ 저녁 7:00 | 55분       |
| kbc My FM | 뮤직서핑 | 2021년 12월 11일 ~ 현재            | 매일 저녁 6:05 ~ 저녁 8:00      | 1시간 55분 |

## 역대 진행자
- 초대 - DJ 최정운 : 1998년 2월 2일 ~ 불명
- 2대 - DJ 문애란 : 불명 ~ 2004년
- 3대 - 제창주 아나운서 : 2004년
- 4대 - DJ 문애란 : 2004년 ~ 불명
- 5대 - DJ 이정은
- 6대 - DJ 문애란 :  ~ 2020년 1월 4일
- 7대 - DJ 김도엽 : 2020년 1월 6일 ~ 2021년 10월 23일
- 8대 - 김은민 아나운서 : 2021년 10월 25일 ~ 현재

## 매일코너
- 요즘 어떻게 지내요? : 청취자들의 살아가는 이야기를 들어보는 시간